# ウェリントン (南アフリカ)
ウェリントン（Wellington）は南アフリカ共和国西ケープ州、ケープワインランド郡にある都市である。人口は55,543人。ドラケンシュタイン自治体に所属している。

## 概要
ケープタウンから75km離れた場所に位置している。近隣のパールと合わせ、一体となった都市を構成している。周囲は山に囲まれた美しい景色を誇り、ワインの生産が盛んであり幾多ものワイナリーがある。

## 人口と地理
| 人種構成（ウェリントン） 2011                 | 人種構成（ウェリントン） 2011                 | 人種構成（ウェリントン） 2011 | 人種構成（ウェリントン） 2011 | 人種構成（ウェリントン） 2011 |
| --------------------------------------------- | --------------------------------------------- | ----------------------------- | ----------------------------- | ----------------------------- |
|                                               |                                               |                               |                               |                               |
| カラード                                      | カラード                                      |                               | 67.3%                         | 67.3%                         |
| バントゥー系民族（黒人）                      | バントゥー系民族（黒人）                      |                               | 16.2%                         | 16.2%                         |
| 白人（アフリカーナー及び アングロアフリカン） | 白人（アフリカーナー及び アングロアフリカン） |                               | 15.4%                         | 15.4%                         |
| アジア系                                      | アジア系                                      |                               | 0.4%                          | 0.4%                          |

| 母語話者（ウェリントン） 2011 | 母語話者（ウェリントン） 2011 | 母語話者（ウェリントン） 2011 | 母語話者（ウェリントン） 2011 | 母語話者（ウェリントン） 2011 |
| ----------------------------- | ----------------------------- | ----------------------------- | ----------------------------- | ----------------------------- |
|                               |                               |                               |                               |                               |
| アフリカーンス語              | アフリカーンス語              |                               | 81.2%                         | 81.2%                         |
| コサ語                        | コサ語                        |                               | 10.7%                         | 10.7%                         |
| 英語                          | 英語                          |                               | 5.9%                          | 5.9%                          |

人種はカラードが大半を占めるがアフリカーナの白人も多い。言語はアフリカーンス語が8割以上と大半となっている。

## 鉄道
ケープタウン中央駅より、ウェリントン駅までパール駅を経由してメトロレールのベルビル線が運行されている。ケープタウン駅からの所要時間は1時間36分。

## 観光
ワインの栽培が盛んに行なわれており、ワイナリーが点在し、その美しい景色から観光客誘致に力を入れている。南アフリカでもっとも古い峠であり、世界遺産にも指定されているBainskloof Passに近い。